# Ковалёв, Виктор Николаевич
Виктор Николаевич Ковалёв (28 октября 1953, Хабаровск, СССР — 12 мая 2007, Хабаровск, Россия) — советский и российский игрок в хоккей с мячом, полузащитник, тренер, мастер спорта СССР международного класса (1982).

## Карьера

### Клубная
Играть в хоккей с мячом начал в 1964 году в Хабаровске в детской команде «Энергетик». Первый тренер — В. Ермохин.
В сезоне 1969/70 — в юношеской команде СКА (Хабаровск).
С сезона 1970/71 — в составе СКА, выступая за команду до 1989 года. В её составе трижды становится серебряным призёром чемпионата СССР (1982, 1986, 1989), шесть раз — бронзовым (1972, 1979, 1981, 1984, 1985, 1988), обладателем Кубка СССР (1988).
В паре с Александром Першиным был главным плеймейкером хабаровской команды во второй половине 1970-х и в 1980-х годах прошлого века.
В числе первых советских игроков получил возможность выступать за зарубежные команды и в 1989 году переходит в шведский клуб «Несшё», представляющий высший дивизион Аллсвенскан. По итогам своего первого сезона за «Несшё», покинул с командой высший дивизион, вернувшись в Аллсвенскан в 1992 году.
С 1993 по 1998 год вновь в составе хабаровского СКА, по итогам сезона 1993/94 был признан лучшим полузащитником страны. Завершил игровую карьеру в СКА уже в должности играющего тренера команды в первой половине сезона 1998/99.
В высшей лиге чемпионатов СССР и России — 550 матчей, 249 мячей. В розыгрышах Кубка СССР и России — 87 матчей, 49 мячей. В розыгрышах Кубка мира (1986, 1988) — 9 матчей, 6 мячей.

### В сборной
За сборную СССР имел возможность сыграть на своём дебютном чемпионате мира, прошедшем в 1979 году в Швеции, но в последний момент получил запрет на выезд из СССР, в дальнейшем не вызываясь в национальную команду для участия и в чемпионате мира 1981 года, который принимал Хабаровск.
В 1982 году принял участие в играх победного для сборной Международного турнира на приз газеты «Советская Россия», который прошёл в Сыктывкаре. Участник турнира 1986 года в составе сборной РСФСР.
За сборную СССР в 1982, 1983 и 1987 годах провёл 10 матчей, 1 мяч.

### Карьера тренера
После завершения игровой карьеры остался в структуре клуба в качестве помощника главного тренера команды, занимал эту должность с 1998 по 2002 год. В 2002 году тренерский штаб команды, возглавляемый Юрием Тишиным при участии Александра Леонова и Виктора Ковалёва, привёл команду к победе в розыгрыше Кубка России.
В сезоне 2002/03 тренировал вторую команду СКА-«Нефтяника».
С 2003 по 2006 год возглавлял СКА-«Нефтяник», побеждая в 2004 году в Кубке России, а в 2005 году приводит команду к бронзовым медалям чемпионата России. В связи с неудачным стартом команды в начале сезона 2006/07, в ноябре 2006 года подал в отставку с поста главного тренера команды.
В 2003 году был тренером второй сборной России (в тандеме с Сергеем Лихачёвым), занявшей второе место в Кубке губернатора Московской области (международный турнир сборных команд).

## Достижения
Командные
 Серебряный призёр чемпионата СССР: 1982, 1986, 1989 

 Бронзовый призёр чемпионата СССР: 1972, 1979, 1981, 1984, 1985, 1988 

 Обладатель Кубка СССР: 1988 

 Победитель Международного турнира на приз газеты «Советская Россия»: 1982 

 Серебряный призер чемпионата мира среди юниоров: 1972 

 Бронзовый призёр чемпионата России по мини-хоккею: 1996, 1997
Тренерские
 Бронзовый призёр чемпионата России: 2005 

 Обладатель Кубка России: 2004
Личные
- В списке 22-х лучших игроков сезона (9): 1980, 1981, 1982, 1983, 1984, 1985, 1986, 1994, 1995
- Лучший полузащитник сезона: 1994
- Символическая сборная СКА (Хабаровск): 1994, 2001

## Статистика выступлений

### Клубная
| Сезон     | Клуб                     | Чемпионат | Чемпионат | Кубок | Кубок |
| Сезон     | Клуб                     | И         | М         | И     | М     |
| --------- | ------------------------ | --------- | --------- | ----- | ----- |
| 1970/1971 | СКА (Хабаровск)          | 4         | -         |       |       |
| 1971/1972 | СКА (Хабаровск)          | 14        | 2         |       |       |
| 1972/1973 | СКА (Хабаровск)          | 25        | 2         |       |       |
| 1973/1974 | СКА (Хабаровск)          | 25        | -         |       |       |
| 1974/1975 | СКА (Хабаровск)          | 26        | 13        |       |       |
| 1975/1976 | СКА (Хабаровск)          | 25        | 6         |       |       |
| 1976/1977 | СКА (Хабаровск)          | 22        | 5         |       |       |
| 1977/1978 | СКА (Хабаровск)          | 25        | 7         |       |       |
| 1978/1979 | СКА (Хабаровск)          | 26        | 14        |       |       |
| 1979/1980 | СКА (Хабаровск)          | 26        | 14        |       |       |
| 1980/1981 | СКА (Хабаровск)          | 26        | 19        |       |       |
| 1981/1982 | СКА (Хабаровск)          | 26        | 14        |       |       |
| 1982/1983 | СКА (Хабаровск)          | 26        | 27        | 6     | 5     |
| 1983/1984 | СКА (Хабаровск)          | 26        | 20        | 9     | 10    |
| 1984/1985 | СКА (Хабаровск)          | 24        | 16        | 8     | 3     |
| 1985/1986 | СКА (Хабаровск)          | 26        | 20        | 7     | 3     |
| 1986/1987 | СКА (Хабаровск)          | 25        | 7         | 10    | 9     |
| 1987/1988 | СКА (Хабаровск)          | 20        | 11        | 12    | 2     |
| 1988/1989 | СКА (Хабаровск)          | 19        | 10        | 9     | 9     |
| 1993/1994 | СКА (Хабаровск)          | 28        | 9         | 9     | 4     |
| 1994/1995 | СКА (Хабаровск)          | 14        | 7         | 4     | 2     |
| 1995/1996 | СКА (Хабаровск)          | 24        | 10        |       |       |
| 1996/1997 | СКА (Хабаровск)          | 24        | 10        | 5     | 1     |
| 1997/1998 | СКА (Хабаровск)          | 23        | 6         | 8     | 1     |
| 1998/1999 | СКА-Нефтяник (Хабаровск) | 1         | -         |       |       |
| Всего     | 25 сезонов               | 550       | 249       | 87    | 49    |

Примечание: Статистика голевых передач ведется с сезона 1999/2000

Примечание: Розыгрыши Кубка СССР возобновились с сезона 1982/83

### В сборной
| Сезон   | Игры | Мячи |
| ------- | ---- | ---- |
| 1981/82 | 2    | 1    |
| 1982/83 | 4    | 0    |
| 1986/87 | 4    | 0    |
| Всего   | 10   | 1    |

| 1  | Сыктывкар   | 7 февраля 1982  | Финляндия       | 4:2  | -  | Приз газеты Советская Россия |
| 2  | Сыктывкар   | 9 февраля 1982  | Швеция          | 4:1  | 54 | Приз газеты Советская Россия |
|    | Москва      | 25 марта 1982   | Болтик (Швеция) | 4:4  | -  | Товарищеский матч            |
| 3  | Москва      | 8 октября 1982  | Финляндия       | 11:2 | -  | Товарищеский матч            |
| 4  | Москва      | 9 октября 1982  | Финляндия       | 6:3  | -  | Товарищеский матч            |
| 5  | Москва      | 12 октября 1982 | Швеция          | 4:2  | -  | Товарищеский матч            |
| 6  | Москва      | 13 октября 1982 | Швеция          | 5:5  | -  | Товарищеский матч            |
| 7  | Лаппенранта | 6 января 1987   | Финляндия       | 9:4  | -  | Товарищеский матч            |
| 8  | Порво       | 7 января 1987   | Финляндия       | 3:5  | -  | Товарищеский матч            |
| 9  | Эребру      | 9 января 1987   | Швеция          | 1:4  | -  | Товарищеский матч            |
| 10 | Карлстад    | 11 января 1987  | Швеция          | 2:1  | -  | Товарищеский матч            |
|    | Упсала      | 13 января 1987  | Сириус (Швеция) | 7:1  | ?  | Товарищеский матч            |

Итого: 10 матчей / 1 мяч; 7 побед, 1 ничья, 2 поражения.

### Комментарии
1. ↑  Количество игр и голов за клуб(ы) в высшем дивизионе чемпионатов СССР/России